# Hrušov (Mladá Boleslav)
Hrušov é uma comuna checa localizada na região da Boêmia Central, distrito de Mladá Boleslav.